# Dennenbandspanner
De dennenbandspanner (Pungeleria capreolaria) is een vlinder uit de familie van de spanners (Geometridae). 
De soort lijkt wel op de wortelhoutspanner, maar heeft een grijze in plaats van bruine grondkleur en een regelmatiger gevormde middenband op de voorvleugel.

## Levenscyclus
De dennenbandspanner gebruikt spar als waardplant. De rups is te vinden van augustus tot juni en overwintert. Er is jaarlijks een generatie die vliegt van halverwege juni tot in september.

## Voorkomen
De soort komt verspreid voor in de Alpenlanden en aangrenzende gebieden en in het zuidelijke deel van het Balkangebergte. De soort breidt haar areaal uit naar het noorden. De dennenbandspanner is in Nederland in 1978 voor het eerst waargenomen en is er, behalve in Zuid-Limburg, zeldzaam. Ook in België is de dennenbandspanner zeldzaam en vooral bekend uit het zuiden. 